# Unia Młodzieży Demokratycznej
Unia Młodzieży Demokratycznej (UMD) – polska organizacja młodzieżowa o charakterze centrowym i liberalno-demokratycznym istniejąca w latach 1989–1991, związana ze Stronnictwem Demokratycznym.

## Historia
Organizacja powstała w warunkach przełomu politycznego w marcu 1989, nawiązywała do Związku Młodych Demokratów i Związku Młodzieży Demokratycznej istniejących w latach 1945–1947, 1956–1957 i 1981–1982. Określała siebie jako ugrupowanie centrystyczne, demokratyczne i liberalne. Przewodniczącym był Piotr Górski (student Wydziału Dziennikarstwa i Nauk Politycznych Uniwersytetu Warszawskiego), wiceprzewodniczącą Aldona Figurska-Barszcz. W Komitecie Organizacyjnym UMD działał również Zbigniew Grzyb i Witold Nieć. Organizacja istniała do początku lat 90., gdy przekształciła się w Związek Młodzieży Demokratycznej. Była członkiem Międzynarodowej Federacji Młodzieży Liberalnej i Radykalnej (International Federation of Liberal and Radical Youth, IFLRY).